# Bolyeria multocarinata
Genre
Espèce
Synonymes
- Eryx multocarinata Boie, 1827
- Tortrix pseudoeryx Schlegel, 1837

Statut de conservation UICN

 EX  : Éteint
Statut CITES
Bolyeria multocarinata, unique représentant du genre Bolyeria, est une espèce de serpents de la famille des Bolyeriidae. En français elle est appelée Boa de l'île Ronde de Dussumier, Boa fouisseur de l'île Maurice ou Boa fouisseur de l'île Ronde.

## Répartition
Cette espèce est endémique de l'île Ronde, un îlot à quelques kilomètres au nord de l'île Maurice.

## Conservation
N'ayant pas été observée depuis 1975, elle est présumée éteinte par l'UICN.

## Étymologie
Le nom vernaculaire de cette espèce fait référence à Jean-Jacques Dussumier (1792-1883), un marin de la marine française ayant collecté de nombreux spécimens de ce reptile.

## Publications originales
- Boie, 1827 : Bemerkungen über Merrem's Versuch eines Systems der Amphibien, 1. Lieferung: Ophidier. Isis von Oken, Jena, vol. 20, p. 508-566 (texte intégral)
- Gray, 1842 : Synopsis of the species of prehensile-tailed Snakes, or family Boidae.  Zoological Miscellany, London, vol. 2, p. 41-46 (texte intégral).